# Piotr Szyło (muzyk)
Piotr Stiepanowicz Szyło, ros. Петр Степанович Шило (ur. 21 grudnia 1897 roku w Błagowieszczeńsku, zm. 24 września 1974 roku w Nicei) – rosyjski wojskowy, emigracyjny dyrygent, reżyser, aktor i śpiewak operowy, działacz kulturalny.
Ukończył Konstantynowską Szkołę Wojskową w Kijowie. Służył jako porucznik w Pułku Piatigorskim. Następnie przeszedł kurs śpiewu i dramatu kijowskiego konserwatorium muzycznego. 
W 1918 roku wstąpił do nowo formowanych wojsk Białych generała Antona Denikina. Walczył w szeregach jednego z batalionów śmierci. 
W połowie listopada 1920 roku wraz z wojskami Białych został ewakuowany z Krymu do Gallipoli. Na emigracji zamieszkał w Polsce. Został dyrygentem orkiestry. Odbywał występy w różnych krajach Europy. Następnie przyjechał do Francji. Mieszkał w Paryżu. Był reżyserem i śpiewakiem operowym w Operze Rosyjskiej i Rosyjskim Teatrze Dramatycznym. Występował na uroczystościach organizowanych przez rosyjskie organizacje emigracyjne. Przez rok pracował jako nauczyciel śpiewu w paryskim gimnazjum rosyjskim. W 1932 v przeniósł się do Nicei, gdzie kontynuował karierę artystyczną. Należał do miejscowego Kręgu Artystów Rosyjskich. Kierował miejscowym chórem mieszanym. Występował jako solista z Orkiestrą Wielkorosyjską „Domra”. 
Po zakończeniu II wojny światowej powrócił do Paryża. Początkowo uczył rosyjskiego oficerów brytyjskiej armii. Następnie powrócił do działalności artystycznej. Od 1946 roku śpiewał z Chórem Ukraińskim Jewsiejewskiego. Zaczął występować w Rosyjskim Teatrze Dramatycznym, a następnie Teatrze Ukraińskim. Od 1949 roku występował w składzie chóru rosyjskiej parafii katolickiej Świętej Trójcy. Na przełomie lat 40. i 50. występował w spektaklach Ukraińskiego Zespołu Teatralnego Dnieprowskiego i Czajki. Kierował Ukraińskim Towarzystwem Artystycznym. W 1951 roku stanął na czele Studia Teatralnego Młodych przy Zjednoczeniu Wszechkadeckim. W 1952 roku powrócił do Nicei, gdzie zorganizował rosyjską trupę dramatyczną. W latach 50. był solistą chóru I. Dienisowa. W 1971 roku organizował spektakle teatralne w USA. Otrzymał propozycję zorganizowania w Kalifornii Teatru Rosyjskiego, ale ostatecznie nie doszło do tego.